# Richard Levins
 (janvier 2016).
Si vous disposez d'ouvrages ou d'articles de référence ou si vous connaissez des sites web de qualité traitant du thème abordé ici, merci de compléter l'article en donnant les références utiles à sa vérifiabilité et en les liant à la section « Notes et références ».
 (7 octobre 2014).
Le contenu est difficilement compréhensible vu les erreurs de traduction, qui sont peut-être dues à l'utilisation d'un logiciel de traduction automatique.
Pour les articles homonymes, voir Levins.
Richard Levins aussi appelé Dick Levins, né le 1er juin 1930 à New York et mort le 19 janvier 2016 à Cambridge au Massachusetts, est un mathématicien écologue, professeur d'université à la Harvard School of Public Health, et un militant politique américain. Il est reconnu pour son travail sur l’évolution relative aux changements environnementaux et sur les métapopulations.
L'écriture et la parole de Levins sont extrêmement condensés. Ceci, combiné avec son marxisme, n'a pas permis de populariser ses analyses en comparaison  avec certains autres écologues et évolutionnistes. Un témoignage de ses années d'enseignement à Chicago dit que les étudiants de son master avaient besoin de fréquenter les cours de Levins trois fois : la première fois, pour raisonner vite et s’adapter à la difficulté de ses mathématiques ; la seconde, pour obtenir des idées de base ; et la troisième pour comprendre les subtilités et les profondeurs de ses explications[réf. nécessaire].
Levins a également écrit sur les questions philosophiques de la biologie et de la modélisation. Un de son article influent est «The Strategy of Model Building in Population Biology» ("La stratégie de création de modèles en biologie des populations").
Il a influencé un certain nombre de philosophes contemporains de la biologie. Levins est un marxiste, il mentionne que la méthodologie de son livre « Evolution in Changing Environments » (L’évolution relative aux changements environnementaux) est basée sur l'introduction de Grundrisse de Karl Marx, le brouillon de Das Kapital. En partenariat avec le généticien évolutionniste Richard C. Lewontin, Levins a publié plusieurs articles dans le domaine de la méthodologie, de la philosophie, et des implications sociales de la biologie. Beaucoup d'entre eux sont rassemblés dans «The Dialectical Biologist» (Le biologiste dialectique). En 2007, ils ont publié une deuxième collection thématique d’essais intitulés de « Biology Under the Influence: Dialectical Essays on Ecology, Agriculture, and Health » (Biologie sous l’influence: essais dialectique sur l’Écologie,  l’Agriculture et  la Santé).
Levins a aussi participé comme co-auteur avec Lewontin à  divers articles satiriques critiquant la sociobiologie, la modélisation des systèmes en écologie et d'autres sujets sous le pseudonyme d’Isadore Nabi.  Levins et Lewontin ont réussi à placer une biographie ridicule de Nabi et ses réalisations au «American Men of Science» (Les hommes américains de la science), montrant ainsi que la faiblesse du travail éditorial et de la vérification des faits.

## Biographie
Richard Levins est né à New York le 1er juin 1930, il a enregistré des réminiscences de sa politique et scientifiquement précoce à l’enfance dans un article en «Red Diapers» (Rouge Couches). À l'âge de 10 ans, Levine a été inspiré par les essais du grand penseur marxiste biologique J.B.S. Haldane, qu'il considère comme l'Albert Einstein de l'importance scientifique.
Levins a étudié l'agriculture et les mathématiques à l’Université de Cornell. Il s’est marié à l'auteure portoricaine Rosario Morales en 1950. Pénalisé lors de ses études à l'Université Cornell, Rosario et lui ont déménagé à Porto Rico, où ils ont pratiqué l'agriculture et monté une organisation rurale. Ils sont rentrés à New York en 1956, où Levins a obtenu son doctorat à l'Université Columbia. Levins a ensuite enseigné à l'Université de Porto Rico entre 1961 et 1967 et est devenu un membre éminent du mouvement indépendantiste portoricain. Il a visité Cuba pour la première fois en 1964 pour commencer une longue collaboration scientifique et politique avec les biologistes cubains. Sa participation active à l'indépendance et les mouvements anti-guerre à Porto Rico n'a pas permis de reconduire son mandat, refusé par l'Université de Porto Rico. En 1967, avec Rosario et leurs trois enfants ils  déménagent à Chicago, où il enseigne à l'Université de Chicago, en interaction constante avec Lewontin. Ces deux derniers ont plus tard déménagé à Harvard avec le parrainage d'E. O. Wilson, avec qui ils ont eu disputes concernant la sociobiologie. Levins a été élu membre de la US National Academy of Sciences (Académie Nationale des Sciences des États-Unis), mais a démissionné en désaccord avec la fonction de l'Académie de conseiller de l'US Military (l'armée Américaine). Levins a été  professeur de science des populations à la Harvard School of Public Health. 
Il a été membre des partis politiques communistes des États-Unis et de Porto Rico, «Él Movimiento Pro Independencia» (le mouvement de l'indépendance de Porto Rico), le Parti socialiste portoricain, et était aussi dans la liste de surveillance du FBI. Pendant les deux dernières décennies, Levins s'est concentré sur l'application de l'écologie à l'agriculture, en particulier dans les pays  en développement.

## L'évolution des changements environnementaux
Avant le travail de Levins, la génétique des populations supposaient un environnement constant, pendant ce temps l'écologie mathématique occupait la composition génétique des espèces concernées d'être constant. Levins a modélisé cette situation en définissant que l'évolution est en train d’arriver alors que l'environnement est en constante modification. Une des conséquences surprenantes de son modèle c'est que la sélection n'a pas besoin de maximiser l'adaptation et que les espèces peuvent sélectionner soi-même à l'extinction[pas clair]. Il a résumé ses premières grandes inventions dans « Evolution in Changing Environments » (Évolution dans les changements environnementaux), un livre basé sur des conférences données à Cuba dans les années 1960, Levins fait un usage intensif de la théorie des ensembles convexes pour la mise en forme (qui ressemblent à des formulations économiques JR Hicks) et étendue à l'évaluation de Sewall Wright comme un moyen d’analyse des cycles de rétroaction causale.

## La théorie des métapopulations
Le terme métapopulation a été inventé par Levins en 1969 pour décrire une «population des populations». Les populations habitent dans un paysage d’improvise, un habitat convenable, chacun capable d'accueillir une sous-population locale. Les populations locales peuvent disparaître et être recolonisé plus tard par une «immigration d’improvisation», le destin d’un certain système des populations locales (métapopulation) dépend de l'équilibre, l'équilibre entre les extinctions et de colonisations. Levin a présenté un modèle consistant dans une seule équation différentielle, ce qui est aujourd'hui connu comme le modèle de Levins, pour décrire la dynamique du travail habituelle, ainsi comme un patch dans tels systèmes. La théorie des métapopulations est devenue un domaine important de l'écologie spatiale, avec des applications à la biologie de la conservation, la gestion de la population et la lutte antiparasitaire.

## La gestion des exploitations agricoles, l'agriculture durable et la politique agricole
Ses recherches et ses programmes de vulgarisation portent sur l'agriculture durable, la négociation collective par les agriculteurs, les effets de la politique agricole sur les entreprises au niveau communautaire  et les politiques publiques concernant l'agriculture.
Dr Levins a pris sa retraite de l'Université du Minnesota Extension Service en 2003. Il maintient une pratique active de consultation et est un conférencier recherché dans les domaines de la puissance sur le marché en ce qui concerne l'agriculture et l'économie en général.

## Travaux
Levins parle et écrit sur un certain nombre de questions, notamment pour l'alimentation des prix, le pouvoir économique et la structure du système alimentaire et la relation organique entre les agriculteurs et les bailleurs de fonds agricoles.
Il a aussi servi de coordonnateur pour la planification et le développement de la station expérimentale Rosemount à l'Université du Minnesota, associé alors a d'autres professeurs en vulgarisation économique et agricole.
Levins a écrit plus de 150 documents professionnels, articles de vulgarisation et livres de conférences. Son plus récent livre ;  Willard Cochrane and the American Family Farm' a reçu le 2001 Quality of Communication Award', remis par l'American Quality of Communication Award. En outre, il a participé à un cours sur les relations de consultation avec la National Farmers Organisation. Il parlait souvent à de grands groupes aux États-Unis, ainsi qu'au Canada.

## Prix
- Edinburgh Medal in Science and Society
- Lukács 21st Century Award (pour ses contributions mathématiques à l’écologie)
- Plusieurs prix à Porto Rico et Cuba pour ses contributions concernant l'écologie et l'agriculture (récemment la médaille du 30e anniversaire de l'Académie des sciences de Cuba)
- Investigator Awards in Health Policy Research, Robert Wood Johnson Foundation, 1995
- Docteur honoris causa de l'université de La Havane (Honorary Doctorate in Environmental Science from the University of Havana)
- Milton Terris Global Health Award, American Public Health Association's 2007, lecture : « One Foot in, One Foot out »
- The Truth is the Whole, 85th Birthday Celebration at Harvard School of Public Health, 21-23 mai 2015

## Publications (extrait)
- (en) Richard Levins et Richard Lewontin, The Dialectical Biologist, Harvard University Press, 336 p., 2009 (1987)
- (es) Richard Levins, Una pierna adentro, una pierna afuera, CopIt ArXives & EditoraC3, Mexico, SC0005ES, 2015,  (ISBN 978-1-938128-073)